# Pedro Valiente
Pedro Valiente (fl. 1587-1607) fue un compositor y maestro de capilla español.

## Vida
Se desconocen los orígenes o la formación de Pedro Valiente. Las primeras noticias son de una anotación en las actas capitulares de la Catedral de El Burgo de Osma: «vista la relación que de él dan en Palencia», donde al parecer era «ayudante del maestro de capilla» de la Catedral.
En 1586 el maestro Esteban Álvarez había sido despedido del magisterio de El Burgo de Osma por el «mucho descuido» y el cargo se encontraba vacante. El cabildo decidió no organizar oposiciones y consideró a varios compositores. Finalmente entregaron magisterio a Gabriel Fernández, maestro de capilla de la Colegiata de Pastrana, que sin embargo, no acudió. El cabildo se decidió entonces por Valiente, clérigo, «el cual ha mostrado deseos de venir aquí y tiene muy buenas partes». El cabildo palentino aceptó la partida de Valiente a El Burgo de Osma, ya que ellos tenían ya a un maestro. Así se le demandó que acudiese a Osma para asistir a las fiestas del Corpus «y si contentare se le reciba como maestro de capilla», con la ración que habían tenido los maestros anteriores.
Hubo problemas con la certificación de la limpieza de sangre, «y pareció que no estaba buena por no traer bien averiguado el conocimiento de una abuela suya». Tras varios intentos, finalmente se le da presencia el 5 de junio de 1587, hasta el día del Corpus, para que compusiese los villancicos. El hecho se repitió para las fiestas de Navidad y se continuó año tras año hasta el 11 de mayo de 1607. En esa fecha le llamaron ante el cabildo:

[...] y el señor presidente le advirtió de sus obligaciones y del descuido que tiene, ansí en enseñar como en hacer ejercicio, y le avisó se enmendase y cumpliese con su oficio con puntualidad, so pena de que el Cabildo propondría, y el dicho maestro de capilla se disculpó y se despidió y suplicó a los dichos señores le personasen las faltas y provean el magisterio.
Actas capitulares de la Catedral de El Burgo de Osma, 11 de mayo de 1607

Cinco días después, el día 16, la actas indican que el maestro se negaba a entrar en el coro, por lo que se le volvió a llamar ante el cabildo. El maestro fue despedido, pero el día 17 todavía se discutió si, a pesar de ello, podía o no abandonar el puesto hasta pasadas las fiestas de San Bartolomé, lo que le obligaría a realizar las composiciones del Corpus. El cabildo renunció a obligarle y declaró la ración vacante. Tomaría las responsabilidades del cargo el tiple Melchor de la Vega. Hubo problemas para ocupar la vacante de forma permanente, bien por estar casado el candidato —Jaun Gamizo—, bien por no aprobar la limpieza de sangre —Bernardo Peralta de Escudero—. Finalmente el cargo sería para Sebastián López de Velasco.
A partir de ese momento se pierde el rastro.

## Obra
Se desconocen composiciones de este maestro.